# Hospital Rio Grande
O Hospital Rio Grande é um complexo-hospitalar privado localizado em Natal, no Rio Grande do Norte, no Brasil. É o terceiro maior hospital da Região Nordeste.
Fundado em 27 de março de 2018, pelos grupos de saúde Delfin Saúde e Incor Natal, a instituição funciona 24 horas por dia como pronto-socorro, nas mais diversas especialidades médicas.
A Maternidade Dr. Delfin Gonzalez, anexada ao hospital, também faz parte da estrutura da unidade, tornando-o uma unidade hospitalar completa.

## Controvérsias
No dia 7 de maio de 2022, o diretor do hospital, o médico Luiz Roberto Fonseca, trocou agressões com o pai de um paciente após, segundo informações da Tribuna do Norte, o homem ter xingado funcionários do hospital por uma suposta demora no atendimento a uma criança. Os dois teriam trocado agressões. Outros pacientes registraram o caso e divulgaram nas redes sociais.

Posteriormente, o mesmo jornal veiculou mais uma reportagem onde um vídeo comprova que o diretor do hospital foi xingado e agredido pelo pai da criança, precisando contê-lo.